# Dilochiopsis scortechinii
Dilochiopsis scortechinii – gatunek roślin z monotypowego rodzaju Dilochiopsis z rodziny storczykowatych (Orchidaceae). Rośliny endemiczne występujące w Azji Południowo-Wschodniej w Malezji Zachodniej.

## Systematyka
Gatunek sklasyfikowany do podplemienia Eriinae w plemieniu Podochileae, podrodzina epidendronowe (Epidendroideae), rodzina storczykowate (Orchidaceae), rząd szparagowce (Asparagales) w obrębie roślin jednoliściennych.